# 경청호
경청호(慶淸浩, 1953년 1월 3일 ~ )은 대한민국의 기업인이다.

## 학력
- 청주고등학교 졸업
- 청주대학교 경영대학 경영학과 졸업

## 경력
- 금강개발산업 이사대우
- 금강개발산업 현대백화점 무역센터점 지원담당 이사
- 금강개발산업 현대백화점 무역센터점 점장, 이사
- 금강개발산업 현대백화점 광주점 점장, 상무이사
- 현대백화점 광주점 점장, 상무이사
- 현대백화점 미아점 점장, 상무이사
- 현대백화점 기획실 실장, 전무이사
- 현대백화점 기획조정본부 본부장, 부사장
- 현대백화점 기획조정본부 사장
- 현대백화점 관리부문 대표이사 사장
- 현대백화점그룹 총괄 부회장
- 현대백화점그룹 상임고문